# (688) Melanie
(688) Melanie ist ein Asteroid des Hauptgürtels, der am 25. August 1909 von Johann Palisa in Wien entdeckt wurde.
Die Herkunft des Namens ist unbekannt.